# Лапинский, Михаил Никитич
Михаи́л Ники́тич Лапи́нский (1862—1947) — русский учёный-невропатолог, профессор Императорского Киевского и Загребского университетов.

## Биография
Родился 5 (17) ноября 1862 года в дворянской семье; сын коллежского асессора.
Окончил Черниговскую гимназию (серебряная медаль, 1881) и медицинский факультет Киевского университета со степенью лекаря с отличием (1891). В 1893 году оставлен в университете для приготовления к профессорскому званию; ученик И. А. Сикорского. Стажировался в берлинской клинике Шарите и у известного психиатра Фридриха фон Йолли. В 1897 году защитил докторскую диссертацию «О заболеваниях сосудов при страдании первичных нервных стволов или периферических нервов». После защиты диссертации получил двухгодичную командировку, в ходе которой стажировался у ведущих немецких психиатров и невропатологов.
В 1899 году допущен к чтению лекций в Киевском университете в качестве приват-доцента. Преподавательскую работу совмещал с практикой в клинике нервных и душевных болезней при университете, в которой был ординатором и ассистентом. В 1901 году приобрел особняк барона Штейнгеля на Бульварно-Кудрявской улице, в котором устроил физиотерапевтический санаторий с водолечебницей, где внедрял и собственные методы водолечения.
В 1904 году назначен экстраординарным, а 1908 — ординарным профессором Киевского университета по кафедре психиатрии и невропатологии, которой руководил до 1918 года. В каникулярное время регулярно посещал Берлин и Париж с командировками (1907—1914). В 1910 году принимал участие в международном конгрессе по радиологии и электричеству в Брюсселе.
Помимо работы в Киевском университете, преподавал на Самаритских женских курсах и Женских медицинских курсах, заведовал нервным отделением при городской больнице цесаревича Александра. Кроме того, состоял товарищем председателя Психиатрического общества при Киевском университете (с 1912) и председателем Физико-медицинского общества. Был действительным членом Киевского клуба русских националистов.
В 1919 году эмигрировал в Югославию, жил в Загребе. При местном университете организовал кафедру и клинику нервных и душевных болезней. В феврале 1921 года утверждён профессором этой кафедры, которую возглавлял в течение 25 лет.
В эмиграции публиковался в журнале «Записки Русского научного института в Белграде» (1918—1937), поместил несколько научных сообщений в советских медицинских журналах. Всего опубликовал более 150 работ по экспериментальной и клинической невропатологии, в том числе на французском и немецком языках. Поддерживал связи с советскими невропатологами Г. И. Россолимо и В. М. Бехтеревым.
Умер в 1947 году.

## Награды
- Орден Святого Станислава 3-й ст.;
- Орден Святой Анны 3-й ст. (1907);
- Орден Святого Станислава 2-й ст. (1911);
- Орден Святой Анны 2-й ст. (1914);
- Орден Святого Владимира 4-й ст. — «за заслуги по Обществу Красного Креста в обстоятельствах военного времени» (1915).

- медаль «В память 300-летия царствования дома Романовых»

## Семья
Жена — Мария Александровна Игумнова (1862—1931). Мария Александровна, как и муж, была членом Клуба русских националистов. Умерла в Белграде, похоронена на Новом кладбище.
Их сын, Никита Михайлович Лапинский, родился 6 сентября 1901 года согласно Метрической книги Сретенской церкви города Киева. Крестными родителями были: потомственный почётный гражданин Григорий Михайлович Минаев и дворянка Мария Михайловна Лапинская. На дату рождения сына М. Н. Лапинский в метрической книге был записан как доктор медицины, приват-доцент университета Св. Владимира.
Дочь — Анна Михайловна Лапинская (1900—1989), в замуж. Кугушева. Ее муж — Александр Александрович Кугушев (1898—1935), сын уфимского губернатора и предводителя дворянства Александра Александровича (1862—1919), племянник В.А.Кугушева. После 1917 года семья эмигрировала во Францию. После гибели мужа (он застрелился), Анна Михайловна вместе с сыном Александром (род. 1931) приехала к отцу в Югославию, затем жила в Австрии, а позднее в США.

## Внешние ссылки
- Интервью с Александром Кугушевым о его деде, профессоре Михаиле Никитиче Лапинском на YouTube